# Cốc Mỳ
Cốc Mỳ là một xã thuộc huyện Bát Xát, tỉnh Lào Cai, Việt Nam.

## Địa lý
Xã Cốc Mỳ nằm ở phía đông của huyện Bát Xát, cách huyện lỵ trên 20 km về phía tây bắc, có vị trí địa lý:
- Phía đông giáp trấn Hà Khẩu (河口镇)[3] huyện Hà Khẩu[4] châu Hồng Hà tỉnh Vân Nam Trung Quốc và giáp xã Bản Vược
- Phía nam giáp các xã Bản Vược, Bản Xèo và Dền Thàng
- Phía tây giáp xã Dền Sáng và xã Trịnh Tường
- Phía bắc giáp xã Trịnh Tường và đông bắc giáp trấn Hà Khẩu Trung Quốc (sông Hồng là đoạn biên giới quốc gia tự nhiên với chiều dài 8 km).

Xã có các dân tộc: Dao có 1.323 người, chiếm 35,06 %, H'Mông có 1.387 người, chiếm 36,75 %, Kinh có 1.040 người, chiếm 27,56 %, Hà Nhì và Giáy có 24 người..

## Hành chính
Xã Cốc Mỳ được chia thành 13 thôn bản.
Thôn Nà Nùng
Thôn Bàu Bàng
Thôn Bản Chang
Thôn Tân Long
Thôn 
Thôn Mường Đơ
Thôn Nà Đo
Thôn 
Thôn Tân Hào
Thôn 
Thôn Nậm Chỏn